# لازارو ریواس
لازارو ریواس (به اسپانیایی: Lázaro Rivas‎؛ زادهٔ ۴ آوریل ۱۹۷۵ – درگذشتهٔ ۲۲ دسامبر ۲۰۱۳) کشتی‌گیر اهل کوبا بود که در دسته‌های وزنی ۵۴ و ۵۵ کیلوگرم کشتی فرنگی رقابت می‌کرد. ریواس برندهٔ مدال نقرهٔ المپیک ۲۰۰۰ سیدنی و نیز برندهٔ یک مدال طلا (۱۹۹۹) و دو برنز (۲۰۰۱، ۲۰۰۳) از مسابقات قهرمانی کشتی جهان است. او همچنین مدال طلای دو دورهٔ بازی‌های پان امریکن (۱۹۹۹، ۲۰۰۳) و قهرمانی هفت دورهٔ مسابقات قهرمانی کشتی پان امریکن از ۱۹۹۷ تا ۲۰۰۷ را کسب کرده است. او در سال ۲۰۱۳ در سن خوزه ده لاس لاخاس کوبا درگذشت.
او در مسابقات قهرمانی کشتی جهان ۲۰۰۱ پاتراس درحالیکه در قهرمانی جهان پیشین در ۱۹۹۹ آتن به مدال طلا دست یافته و سال قبل نیز مدال نقره المپیک سیدنی را کسب کرده بود، در نیمه‌نهایی به حسن رنگرز از ایران باخت و به مدال برنز رسید. ریواس کوبایی در ۲۰۰۳ نیز مدال برنز خود را در قهرمانی جهان تکرار کرد و همچنین در بازی‌های پان امریکن ۲۰۰۳ دومین مدال طلای خود را در این بازی‌ها کسب کرد.